# Décennie 1730 en arts plastiques
Chronologie des arts plastiques
Années 1720 - Années 1730 - Années 1740
Cet article concerne les années 1730 en arts plastiques.

## Événements
- 1733 : Edmé Bouchardon est agréé à l’Académie royale, ce qui lui donne le titre de sculpteur du Roi[1].
- 30 janvier 1734 : François Boucher est admis à l’Académie royale de peinture et de sculpture avec son Renaud et Armide[2].
- 25 juin 1735 : la loi britannique appelée Engraving Copyright Act ou Hogarth's Act, votée par le Parlement de Grande-Bretagne, est promulguée. Elle stipule des droits d'auteur pour protéger les œuvres originales des graveurs[3].
- 1735 :  le consul britannique à Venise Joseph Smith fait paraître le Prospectus Magni Canalis Venetiarum (Description du Grand Canal de Venise) à partir de quatorze vedutes de  Canaletto[4].
- Août 1739 : au Japon, Okumura Masanobu produit des estampes en perspective (Uki-e)[5].

## Réalisations
- 1730-1731 : Before et After, diptyque de William Hogarth, gravés en 1736[6].
- Vers 1730-1734 : La place Saint-Marc, toile de Canaletto[7].
- Avril 1732 : publication des six gravures A Harlot's Progress (La Carrière d'une prostituée), tirées des toiles de William Hogarth[8].

- 1733 : Dame cachetant une lettre, toile de Chardin[9].
- 1733-1734 : A Rake's Progress (La carrière du roué), série de toiles de William Hogarth publiés en gravures le 25 juin 1735[3].
- 1735 : Le Déjeuner de jambon, de Nicolas Lancret et Le Déjeuner d'huîtres, de Jean-François de Troy, tableaux destinés à décorer la salle à manger des petits appartements du château de Versailles[10].
- Vers 1735 : La Fête de la Saint-Roch, toile de Canaletto[11].
- 1735-1736 : le peintre français Quentin de La Tour dessine au pastel son « Portrait de Voltaire »[12].
- 1736 : 
  - Cacasenno che viene quietato con un castagnaccio (Cacasenno se calmant avec un castagnaccio), aquarelle de Giuseppe Maria Crespi[13].
  - La Conversion de saint Augustin, tableau de Charles Antoine Coypel exécuté pour les petits appartements de la reine Marie Leszczynska à Versailles[14].
  - A view of Bray, dessin à l'encre et au lavis sur papier de Letitia Bushe[15].
- 1737 : Les trois grâces, pastel sur parchemin de Jean-Étienne Liotard[16].
- 1738 : La Cuisinière, toile de Chardin[17].
- 1739 : François Boucher peint Le déjeuner[18].

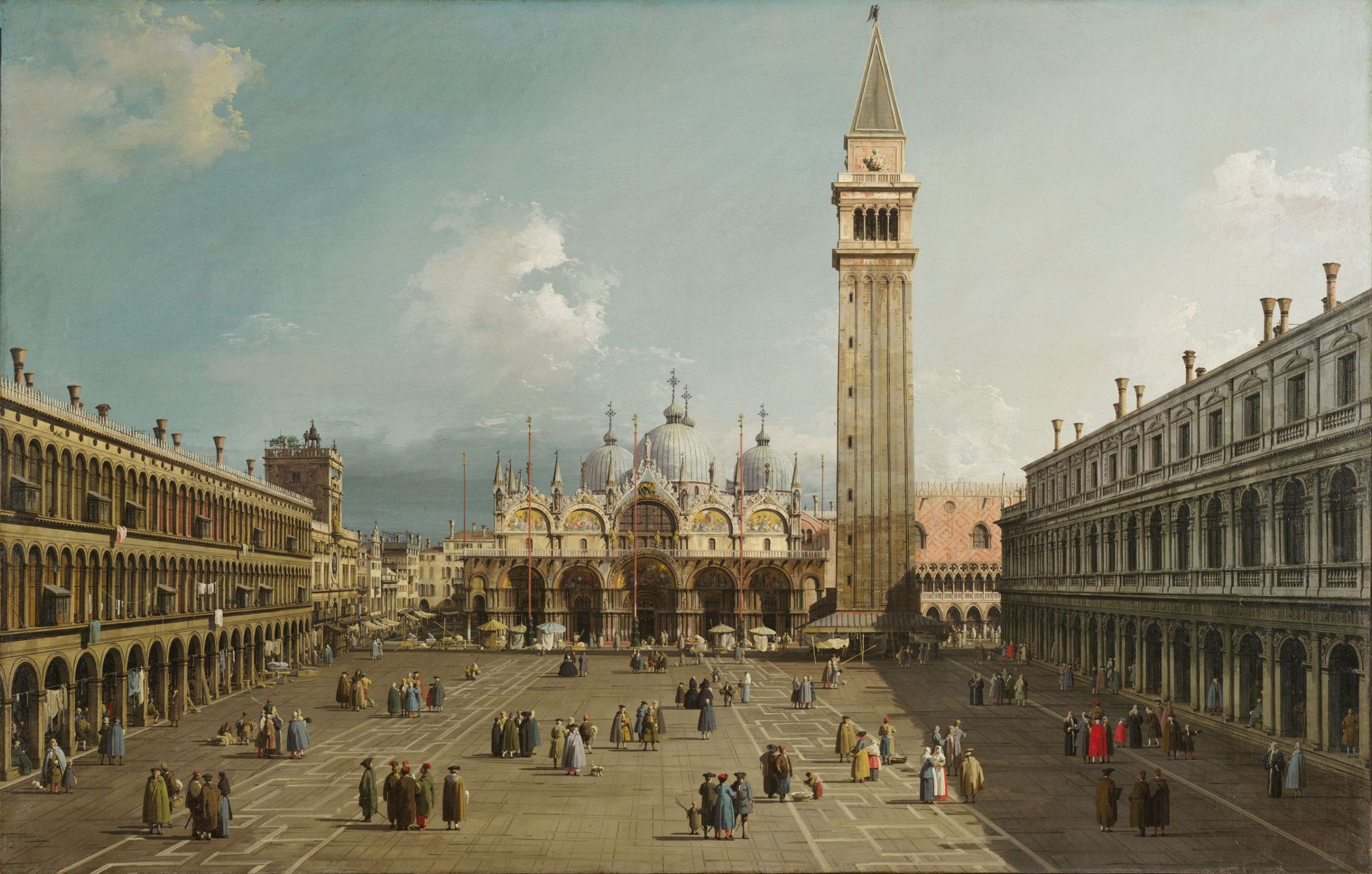
La place Saint-Marc, Canaletto.
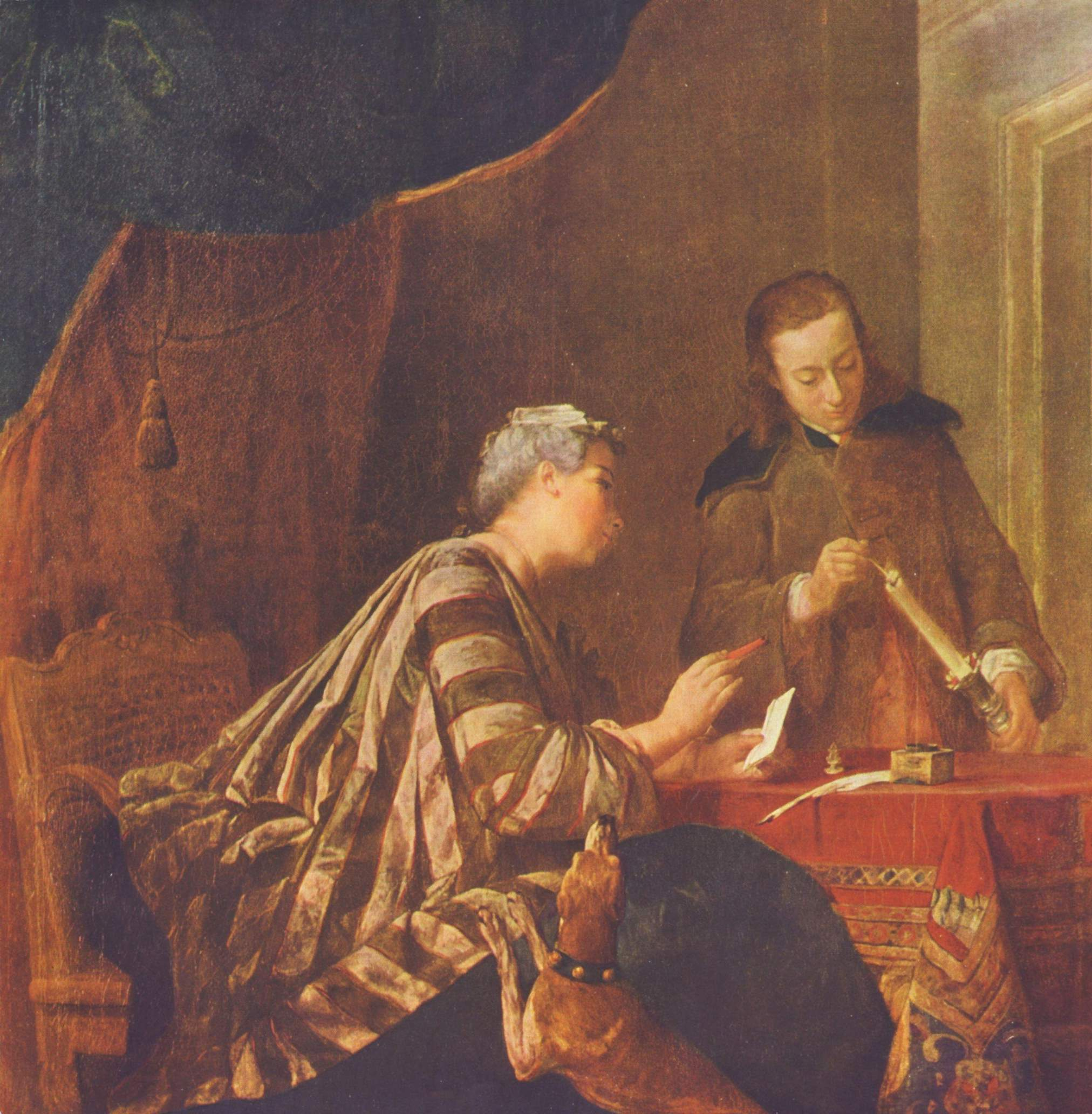
Dame cachetant une lettre, Jean Siméon Chardin
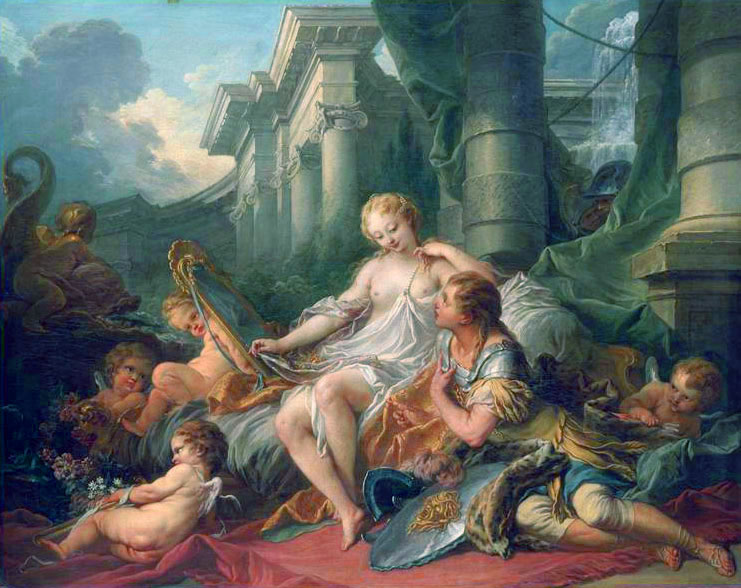
Renaud et Armide, François Boucher
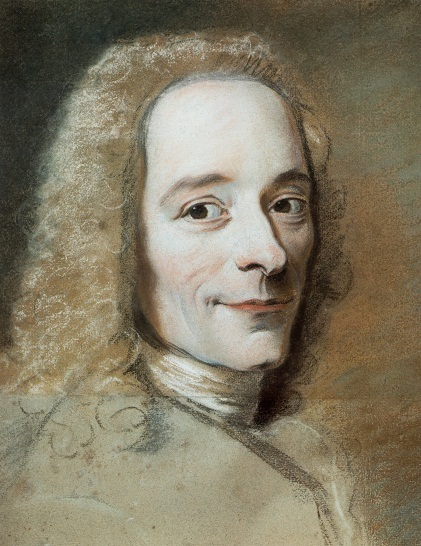
Portrait de Voltaire, de Maurice Quentin de La Tour.
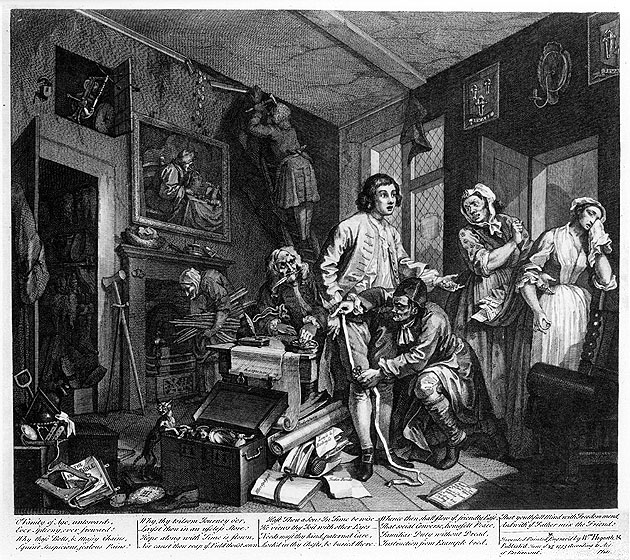
A Rake's Progress - Plate 1, de William Hogarth, gravure de 1735
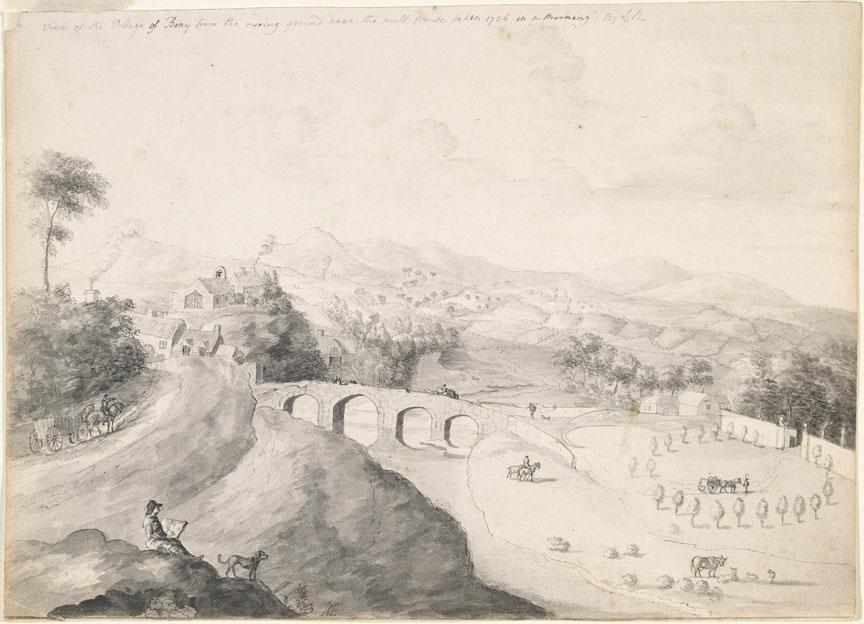
A view of Bray, Letitia Bushe.
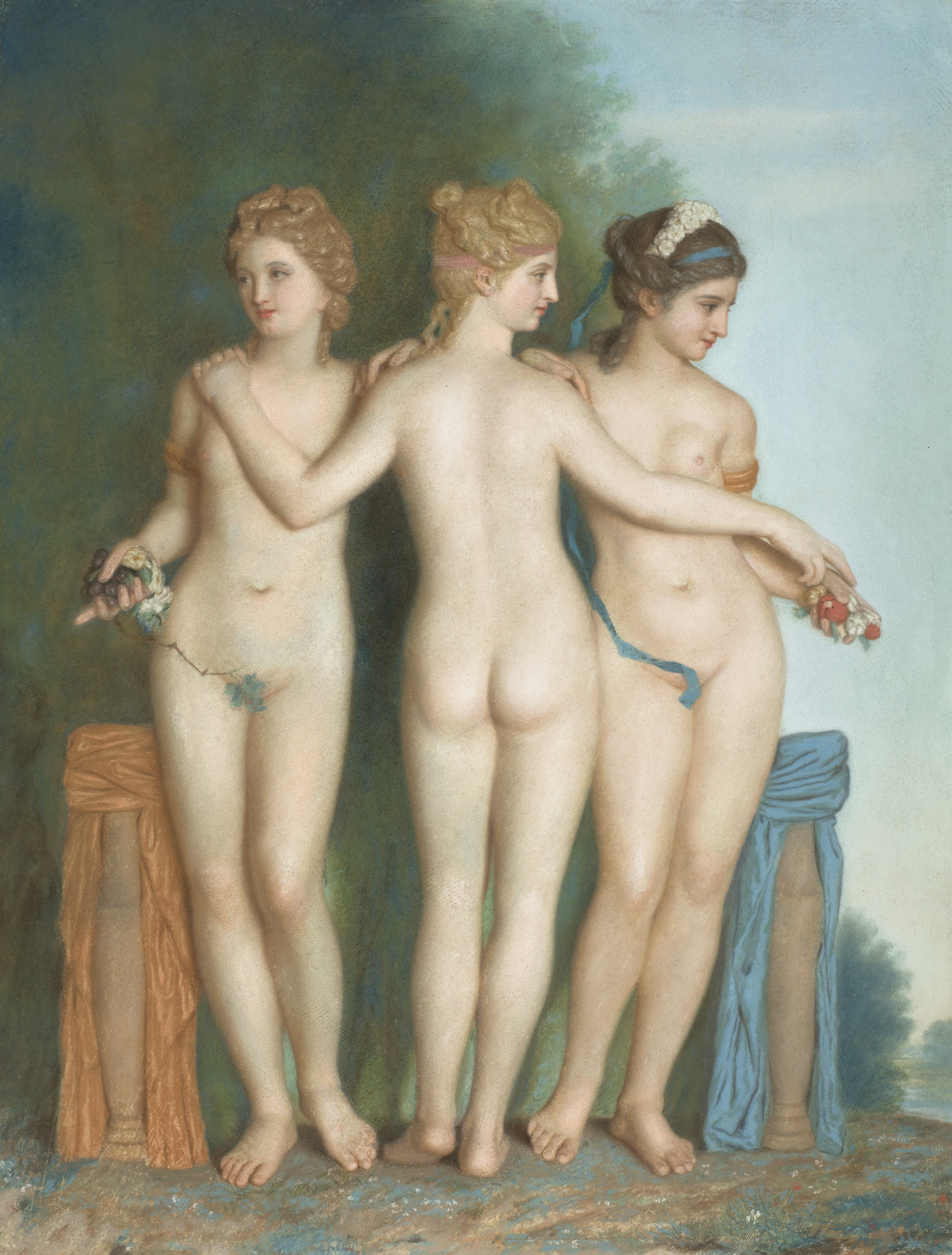
Les trois grâces, Jean-Étienne Liotard.
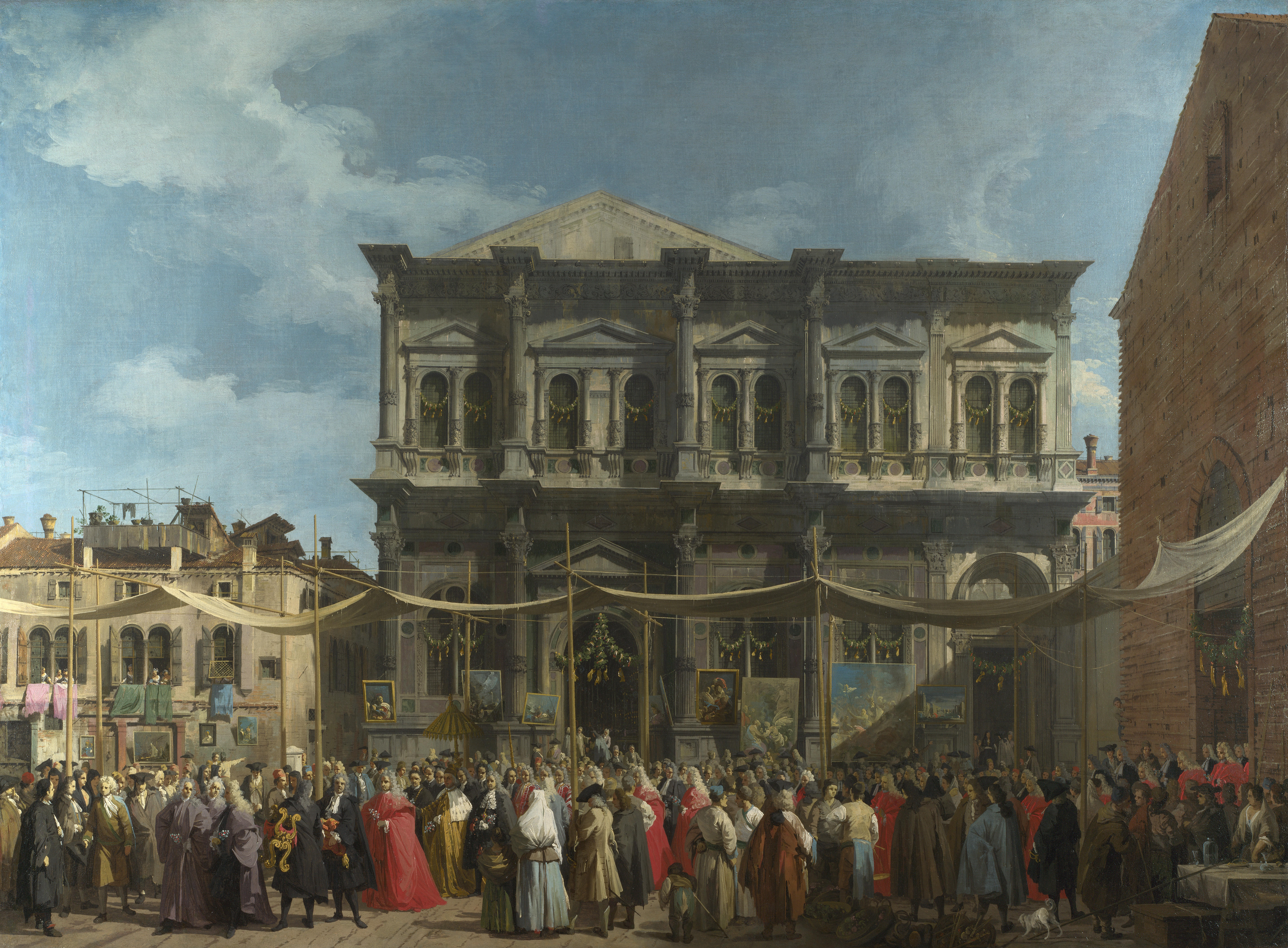
Fête de la Saint-Roch, Canaletto
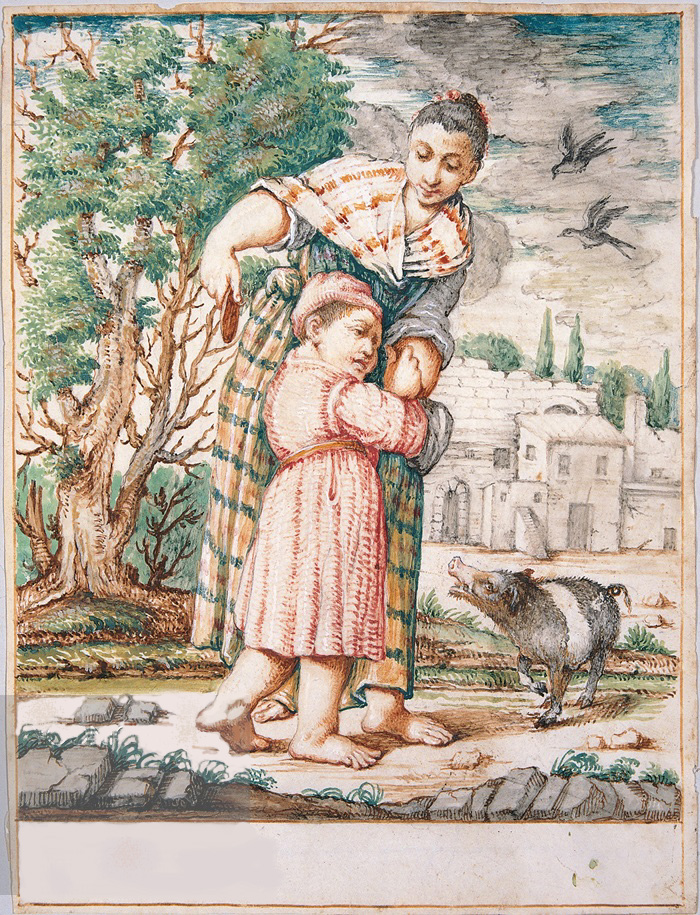
Cacasenno che viene quietato con un castagnaccio.
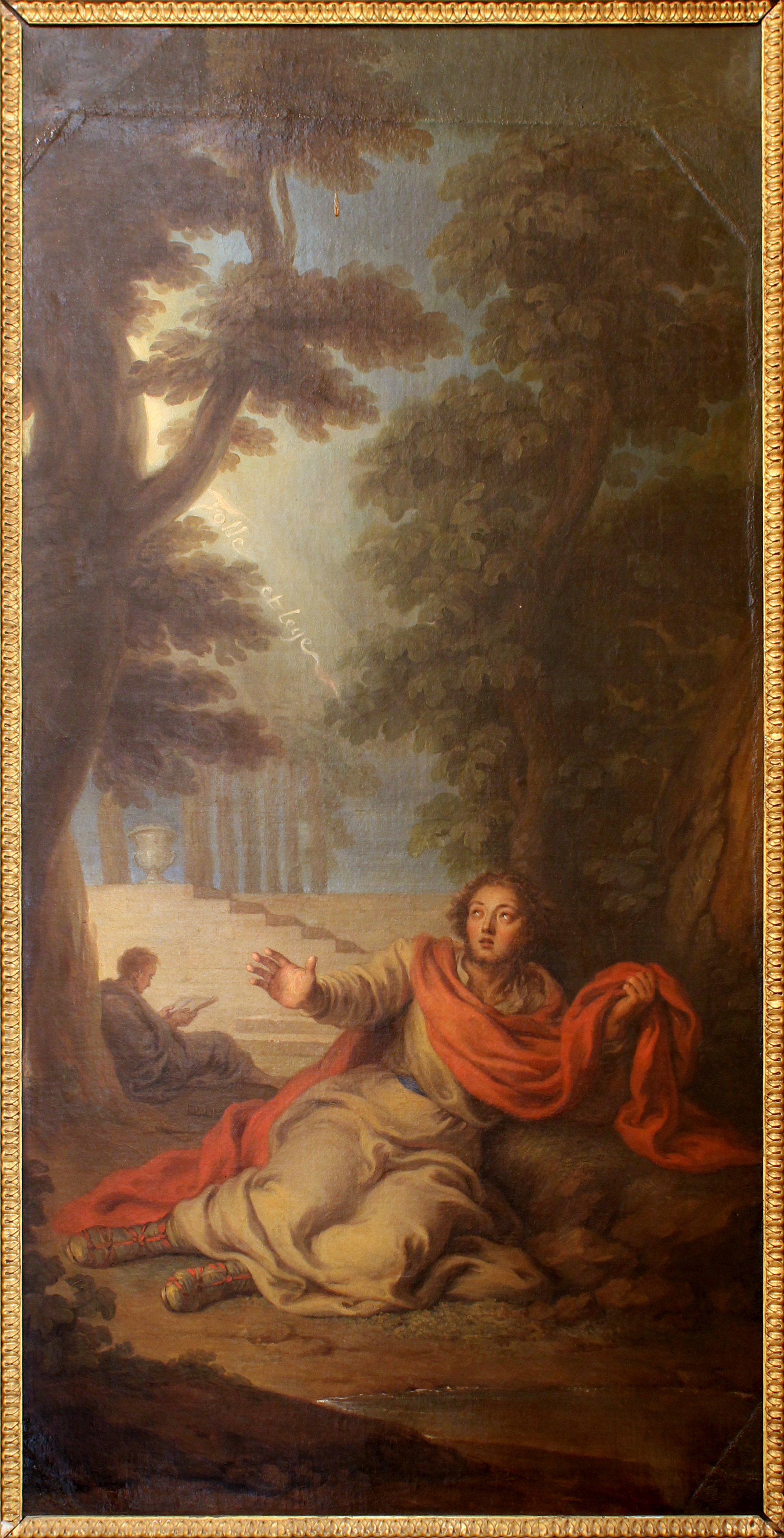
La Conversion de saint Augustin, Charles Antoine Coypel.